# Lustucru Sélection
Pour les articles homonymes, voir Lustucru.
Lustucru Sélection est une marque française utilisée par l'entreprise Lustucru Frais SAS pour commercialiser ses produits alimentaires depuis 2002.
Propriété du groupe espagnol Ebro Foods, elle fabrique des pâtes alimentaires fraîches, du riz, de la semoule et des produits à base de pomme de terre (gnocchi, frites).

## Histoire
|                                                          |  |  |
| Publicités pour les pâtes Per' Lustucru de 1931 et 1933. |  |  |

Issue en 2002 de la scission de l'entreprise d'origine Grenobloise Lustucru, Lustucru Frais SAS fabrique essentiellement des pâtes fraîches.
Lustucru Frais SAS appartient au groupe Ebro Foods et utilise la marque Lustucru sous licence, celle-ci appartenant toujours à l'entreprise Lustucru Rivoire & Carret - Groupe Pastacorp.

## Identité visuelle

Logotypes de la marque Lustucru Sélection
Entre 2002 et 2019
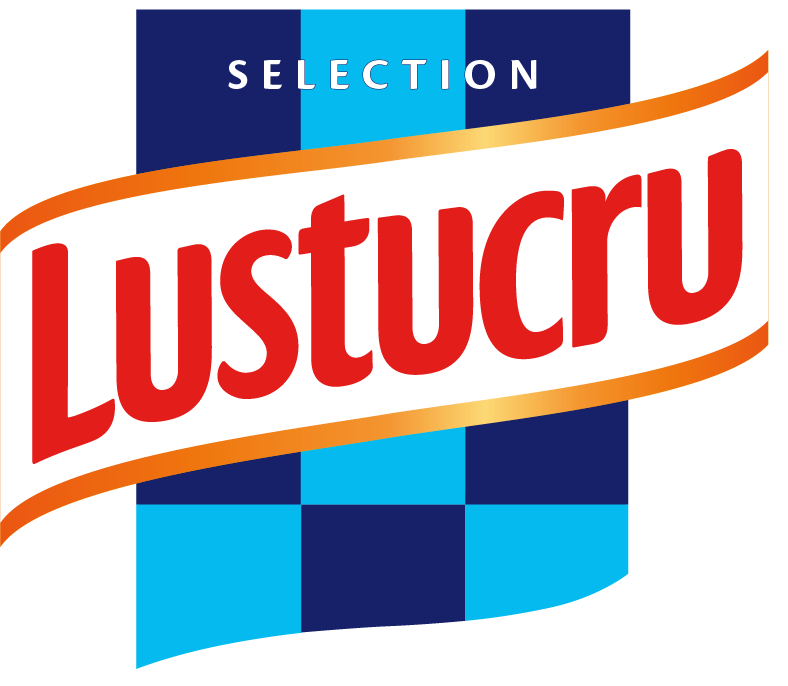
Depuis 2019